# アンネ・フランク教育センター
アンネ・フランク教育センター（Bildungsstätte Anne Frank。旧名称は Jugendbegegnungsstätte Anne Frank) はアンネ・フランク生誕の地フランクフルト・アム・マインにある教育施設である。施設はバーゼルのアンネ・フランク基金によって支えられている。施設の目的は、若い人や大人にナチズムの歴史やさまざまな情報を提供する事である。他に、背景や社会的地位・ライフスタイルの異なる人々に対する人権尊重と相互理解に焦点を当てている。
アンネの日記がこれらの任務のための起点および基点となっている。

## 歴史
フランクフルトに若い人のための教育施設を、というアイデアは長い歴史を持っている。
1950年前後という早い時期にアンネの父オットー・フランクはアンネ・フランクの名を冠した会議を是非とも開きたいとの願いを表明していた。しかし、これは1991年にフランクフルト歴史博物館にて「フランクフルト生まれのアンネ・フランクとその生涯」展と1993-1994年に企画展の「アンネ・フランクの足跡」が開催され機運が高まるまで具体化されなかった。
1994年には社団法人アンネ・フランク青年会議が設立された。それと並行して教師達や親達によりドルンブッシュ地区に青少年センターの建設を求めるプロジェクトが加わった。
1997年6月15日、アンネ・フランクの旧居からそう遠くない場所に、以前は青少年センターだった場所にアンネ・フランク青少年センターがオープンした。
2003年には、アムステルダムのアンネ・フランクの家とベルリンのアンネ・フランク・ツェントルムが共同で制作した新しいマルチメディアの展示会「アンネ・フランク - ドイツから来た少女」が開かれた。
2013、青少年センターは「アンネ・フランク教育センター」と変更された。若者のための活動に加え他の多くの分野に活躍を広げる事を表すために名称の変更が行われたものである。

## 展示会
2003年に登場したマルチメディアでインタラクティブな機能を持つ常設展「アンネ・フランク - ドイツから来た少女」は若者達と大人達にアンネ・フランクの生涯とナチズムの歴史に関心を抱かせ、歴史を探求するようにしてきた。他に扱われたトピックスはフランク家の歴史やフランクフルトに住むのユダヤ人の生活が含まれる。
2012年以来、アンネ・フランク教育センターは定期的に特別展を開催している。「オミッドが私の名前 - それは希望という意味」（2012年3月〜10月）が1980年代のイランにおける迫害と逃亡を記憶にとどめるものとして発表された。
映画『ドイツ故郷物語』と共に、ドイツ黒人イニシアティブ (ISD: Initiative Schwarze Menschen in Deutschland)によるドイツにおける黒人の歴史と現状についての展覧会 がフランクフルトのとある博物館で展示された。（2014年2月～6月）
2014年5月、人種差別や人権について学ぶための巡回展示「違っていてもあなたは正しい!」 がヘッセン州の社会政策省で開かれた。以来、その革新的な巡回展示は普段、展示会に接する機会の少ない農村部で地元の若者達に身の回りの人種偏見や差別に対する関心を起こさせ、人権意識に対し親しみを持たせてきた。

## その他の活動
アンネ・フランク教育センターは若者と大人達の両方を対象に総合的な教育プログラムを提供している。セミナーでは、研修とワークショップの両方で極右、和解、正しい事を行う勇気に関し歴史的および現在のトピックスについて扱われる。それに加え、ネットやメディアを使ったプロパガンダへの対処法、生き証人へのインタビュー、交流プログラムを提供する。
教育センターは記憶と責任・未来財団、ベルリン工科大学の反ユダヤ主義研究センター、フリッツ・バウアー研究所の教育学センター、フランクフルトのユダヤ博物館と一緒に「視点」と名付けられた一連の会議を開催している。